# Velasco Ibarra
Velasco Ibarra (o El Empalme) è una parrocchia urbana dell'Ecuador, capoluogo del cantone di El Empalme, nella provincia del Guayas.